# Parafia Trójcy Przenajświętszej w Palowicach
Parafia Trójcy Przenajświętszej – rzymskokatolicka parafia znajdująca się w dekanacie Orzesze, w archidiecezji katowickiej. Siedziba parafii jest we wsi Palowice, w gminie Czerwionka-Leszczyny, w powiecie rybnickim.

## Grupy parafialne
Na terenie parafii znajduje się kilka grup parafialnych:
- Akcja Katolicka,
- Ministranci,
- Dzieci Maryi,
- Żywy Różaniec.